# Opération K (film)
Pour les articles homonymes, voir Opération K (homonymie).
Pour plus de détails, voir Fiche technique et Distribution.
Opération K (Operazione Kappa: sparate a vista) est un poliziottesco italien réalisé par Luigi Petrini et sorti en 1977.
Il est librement inspiré d'Un après-midi de chien de Sidney Lumet sorti en 1975.

## Synopsis
Deux garçons romains violent une très jeune fille et tuent une femme qui tentait de l'aider. Poursuivis par la police, ils prennent en otage une quinzaine de personnes et se barricadent dans un restaurant.

## Fiche technique
Sauf indication contraire, les informations mentionnées dans cette section peuvent être confirmées par la base de données cinématographiques IMDb,  présente dans la section « Liens externes ».
- Titre italien : Operazione Kappa: sparate a vista ou Nucleo antirapina... sparate a vista ou Giorni di violenza[2]
- Titre français : Opération K[3]
- Réalisateur : Luigi Petrini
- Scénario : Luigi Petrini
- Photographie : Luigi Ciccarese (it)
- Montage : Adriano Tagliavia
- Musique : Franco Bixio, Fabio Frizzi, Vince Tempera
- Décors : Massimo Corevi (it)
- Costumes : Mario Russo
- Maquillage : Silvana Petri
- Production : Franco Vitolo
- Société de production : Filmday Productions
- Pays de production :  Italie
- Langue originale : italien
- Format : Couleur par Telecolor - 1,85:1 - Son mono - 35 mm
- Durée : 100 minutes (1 h 40)
- Genre : Poliziottesco
- Dates de sortie :
  - Italie : 22 juin 1977
- Classification :
  - Italie : Interdit aux moins de 18 ans lors de sa sortie en salles

## Distribution
- Mario Cutini : Paolo Soprani
- Marco Marati : Giovanni Arbelli
- Maria Pia Conte : La femme prise en otage
- Patricia Pilchard (it) : Rossana
- Mario Bianchi : Commissaire Aldobrandi
- Selvaggia Di Vasco (it) : Anna
- Maria Francesca Pomentale (sous le nom de « Daria Norman ») : Barbara
- Linda Sini : Isabella
- Agnes Kalpagos : Rita
- Pino Lorin : Le fiancé de Rossana
- Ely Galleani : L'Américaine enceinte
- Daniele Dublino (it) : Le mari de Rita
- Edmondo Tieghi (it) : Le grand-père des enfants
- Piero Mazzinghi : Camillo
- Viviana Polic : Beatrice
- Franco D'Onofrio : Mancuso
- Anna Zinnemann : La mère de Francesca
- Alberto Mandolesi : Norman
- Gioia Scola : L'Américaine
- Silvio Klein
- Irma Oliviero
- Emilio Cecca

## Production
Le film a été entièrement tourné à Tirrenia (Pise) : le restaurant où se déroule l'essentiel du film est celui rattaché au Grand Hotel Continental de la via Belvedere 26.